# Utra
Utra is een kevergeslacht uit de familie van de boktorren (Cerambycidae). De wetenschappelijke naam van het geslacht werd voor het eerst geldig gepubliceerd in 1895 door Jordan.

## Soorten
Utra is monotypisch en omvat slechts de volgende soort:
- Utra nitida Jordan, 1895